# PunkBuster
Punkbuster es un programa informático de tipo cliente-servidor, para prevenir y detectar trampas en videojuegos multijugador en línea publicado por la empresa Even Balance, Inc. Ha sido implementado en diversos videojuegos multijugador como Far Cry 2, Far Cry 3, Battlefield 2, APB Reloaded, Battlefield 1942, Battlefield 2142, Battlefield Vietnam, America's Army, Call of Duty, Call of Duty 2 Infestation: Survivor Stories, Call of Duty 4, War Rock, Medal of Honor: Pacific Assault, Need for Speed: Undercover, Quake III Arena, Crysis, Wolfenstein: Enemy Territory, Battlefield 3  y  Battlefield 4
PunkBuster para Half-Life era una aplicación aparte que corría en segundo plano al mismo tiempo que el juego. Desde la creación de PunkBuster para Return to Castle Wolfenstein el programa ha sido integrado con el motor del juego. Cualquiera que descargue e instale "PunkBuster" debería estar seguro de leer el acuerdo de licencia completamente, ya que el programa podría ser considerado como "invasor" y la persona que lo instale debe estar de acuerdo en que jugar es más importante que cualquier pérdida causada por la búsqueda de archivos y/o la publicación de capturas de pantalla del ordenador del cliente. El servidor de juego puede comunicar con PunkBuster y comprobar si el cliente está siguiendo las reglas establecidas para el juego. PunkBuster también comunica con servidores dedicados para comprobar actualizaciones.

## Características
- Búsqueda a tiempo real en memoria de los computadores de los jugadores que usan PunkBuster cliente para detectar hacks/trampas conocidas según las base de datos interna.

- Sistema de actualización automática en segundo plano mediante múltiples servidores maestros de Internet para asegurar que ninguna actualización corrupta o falsa pueda ser instalada en el ordenador del cliente.

- PunkBuster cliente envía reportes de estado cifrados de todos los jugadores frecuentemente a los servidores de PunkBuster. Cuando es necesario el servidor de PunkBuster causa una violación que (dependiendo de la configuración) hace que el jugador que hace trampas sea expulsado del juego y que todos los demás sean informados de ello.

- Los administradores de PunkBuster pueden expulsar jugadores del juego durante un determinado tiempo (kick) o bien permanentemente (ban).

- Los servidores que funcionan bajo PunkBuster pueden ser configurados para comprobar la configuración, parámetros y archivos de los jugadores aleatoriamente para así detectar exploits conocidos del motor del juego.

- PunkBuster servidor puede ser configurado para verificar los archivos del directorio de juego local mediante el algoritmo MD5. Los resultados son comparados, y, si hubiera diferencias, el jugador puede ser expulsado del servidor opcionalmente.

- Los administradores de PunkBuster pueden configurar el programa servidor para que el cliente haga capturas de pantalla del jugador aleatoriamante y lo envíe al servidor.

## Incompatibilidades
- Algunos usuarios que overclockean su sistema, ya sea mediante BIOS o software dedicado ello se han quejado de que esto provoca inestabilidad en PunkBuster. Algunos programas podrían ser ATI Tool y RivaTuner (aunque en versiones actuales de este último hay opciones para evitarlo).

- Algunos juegos (como Crysis) no cuentan con una versión 64 bits de PunkBuster, por lo que los usuarios no pueden unirse a servidores a menos que corran la versión 32 bits de PunkBuster.

- PunkBuster no permite a los usuarios de Windows sin derechos administrativos unirse a partidas. Una vez conectado al servidor el jugador es expulsado por esta razón ("insufficient OS privileges").

- No es posible utilizar juegos de Windows con Punkbuster bajo Linux mediante Wine. Los desarrolladores de dicho software afirman que, dada la naturaleza invasiva del Punkbuster, sería necesario abrir una brecha de seguridad en el sistema para que funcione correctamente. Even Balance, por su parte, se niega a aportar una solución al problema, afirmando que "no van a alterar el código para soportar Wine, Cedega o cualquier otra capa de compatibilidad".[1]

## Videojuegos que incorporan PunkBuster
- America's Army
- APB Reloaded
- Assassin's Creed III
- Assassin's Creed IV: Black Flag
- Battlefield 1942
- Battlefield 1
- Battlefield 2
- Battlefield 3
- Battlefield 4
- Battlefield 2142
- Battlefield Heroes
- Battlefield Bad Company 2
- Battlefield Vietnam
- Battlefield Hardline
- Call of Duty
- Call of Duty 2
- Call of Duty 4: Modern Warfare
- Call of Duty: World at War
- Crysis
- Doom 3
- Enemy Territory: Quake Wars
- Far Cry 2
- Far Cry 3
- Far Cry 3: Blood Dragon
- F.E.A.R.
- Infestation: Survivor Stories
- Joint Operations: Typhoon Rising (Soporte suspendido)
- Knight Online
- Medal of Honor: Pacific Assault (Soporte suspendido)
- Prey
- Quake III Arena
- Quake 4
- Red Orchestra 2: Heroes of Stalingrad
- Return to Castle Wolfenstein
- Soldier of Fortune II: Double Helix
- Tom Clancy's Rainbow Six 3: Raven Shield
- Tom Clancy's Rainbow Six: Lockdown
- Tom Clancy's Splinter Cell: Pandora Tomorrow (Soporte suspendido)
- Tom Clancy's Ghost Recon Online
- Ultima Online
- Wolfenstein: Enemy Territory
- WarRock
- Frontlines -Fuel of war-
- Star Wars Battlefront